# Jakub Arak
Jakub Arak (ur. 2 kwietnia 1995 w Warszawie) – polski piłkarz, występujący na pozycji napastnika w klubie  Polonia Bytom . Wychowanek Victorii Głosków, w swojej karierze grał także w zespołach: Legia II Warszawa, Zagłębie Sosnowiec, Ruch Chorzów, Lechia Gdańsk, Stal Mielec, Raków Częstochowa oraz GKS Katowice. Młodzieżowy reprezentant Polski w latach 2014–2016.

## Kariera klubowa
Jakub Arak swoją przygodę piłkarską rozpoczął w klubie Victoria Głosków, gdzie przebywał w latach 2003-2006. Drugim klubem w karierze juniorskiej Araka była Legia Warszawa, gdzie na pozycji napastnika występował m.in. w zespole juniorskim oraz Młodej Ekstraklasie. W roku 2013 został przeniesiony do drużyny rezerwowej stołecznego klubu i zaliczył w niej debiut przeciwko WKS Wieluń, w ramach rozgrywek III ligi. Dla trzecioligowych rezerw napastnik rozegrał 24 mecze i zdobył 7 bramek.
W 2014 roku dołączył do klubu Zagłębie Sosnowiec na zasadzie wypożyczenia. W zespole z Sosnowca Arak grał z numerem 18, na pozycji napastnika. Swój profesjonalny debiut w II lidze zaliczył podczas wygranego spotkania Zagłębia ze Stalą Mielec, w którym napastnik strzelił dwie bramki. Razem z zespołem z Zagłębia Dąbrowskiego, Jakub Arak wywalczył awans do I ligi.
Kolejnym krokiem w piłkarskiej karierze zawodnika było przejście do ekstraklasowego Ruchu Chorzów w 2016 roku. Jakub Arak zadebiutował już w pierwszej kolejce rozgrywek, w wygranym meczu przeciwko Górnikowi Łęczna. 15 września 2017 r. podpisał kontrakt z Lechią Gdańsk, jednak na rundę wiosenną sezonu 2017/2018 został wypożyczony do pierwszoligowej Stali Mielec. W latach 2021–2022 występował w Rakowie Częstochowa, z którym dwukrotnie zdobył wicemistrzostwo i Puchar Polski oraz Superpuchar Polski w 2021 roku.
13 czerwca 2022 roku został zawodnikiem pierwszoligowego klubu GKS Katowice, z którym podpisał dwuletni kontakt, z opcją przedłużenia o rok. W swoim drugim sezonie w barwach GieKSyawansował do Ekstraklasy, sam mając walny udział w awansie, strzelając kluczowe bramki w meczach z Polonią Warszawa oraz GKS-em Tychy.

## Kariera reprezentacyjna
Jakub Arak swoje pierwsze powołanie do reprezentacji otrzymał w sierpniu 2013 roku. Jednak na debiut w polskich barwach musiał zaczekać do 2014 roku, kiedy rozegrał swój pierwszy mecz w kadrze U-19 przeciwko Norwegii w ramach towarzyskiego turnieju w La Mandze. Podczas debiutu udało mu się zdobyć swojego pierwszego gola w młodzieżowej kadrze. Napastnik grał także w kadrze U-19 podczas kolejnych dwóch spotkań hiszpańskiego turnieju – przeciwko Portugalii oraz Danii.
Pierwszym meczem Jakuba Araka w reprezentacji U-20 było spotkanie towarzyskie ze Szwajcarią. W sumie w reprezentacji U-20 napastnik rozegrał pięć meczów. 

## Statystyki
(aktualne na dzień 31 lipca 2022)
| Klub                      | Sezon              | Liga               | Liga  | Liga   | Puchar kraju | Puchar kraju | Suma  | Suma   |
| Klub                      | Sezon              | Liga               | Mecze | Bramki | Mecze        | Bramki       | Mecze | Bramki |
| ------------------------- | ------------------ | ------------------ | ----- | ------ | ------------ | ------------ | ----- | ------ |
| Legia II Warszawa         | 2013/14            | III liga           | 24    | 7      | –            | –            | 24    | 7      |
| Legia II Warszawa         | Ogólnie            | Ogólnie            | 24    | 7      | 0            | 0            | 24    | 7      |
| Zagłębie Sosnowiec (wyp.) | 2014/15            | II liga            | 34    | 17     | 1            | 0            | 35    | 17     |
| Zagłębie Sosnowiec (wyp.) | 2015/16            | I liga             | 31    | 8      | 6            | 1            | 37    | 9      |
| Zagłębie Sosnowiec (wyp.) | Ogólnie            | Ogólnie            | 65    | 25     | 7            | 1            | 72    | 26     |
| Ruch Chorzów              | 2016/17            | Ekstraklasa        | 33    | 4      | 2            | 0            | 35    | 4      |
| Ruch Chorzów              | 2017/18            | I liga             | 3     | 0      | 1            | 1            | 4     | 1      |
| Ruch Chorzów              | Ogólnie            | Ogólnie            | 36    | 4      | 3            | 1            | 39    | 5      |
| Stal Mielec (wyp.)        | 2017/18            | I liga             | 15    | 7      | –            | –            | 15    | 7      |
| Stal Mielec (wyp.)        | Ogólnie            | Ogólnie            | 15    | 7      | 0            | 0            | 15    | 7      |
| Lechia Gdańsk             | 2018/19            | Ekstraklasa        | 24    | 1      | 4            | 0            | 28    | 1      |
| Lechia Gdańsk             | 2019/20            | Ekstraklasa        | 7     | 0      | 1            | 0            | 8     | 0      |
| Lechia Gdańsk             | 2020/21            | Ekstraklasa        | 4     | 0      | 1            | 0            | 5     | 0      |
| Lechia Gdańsk             | Ogólnie            | Ogólnie            | 35    | 1      | 6            | 0            | 41    | 1      |
| Raków Częstochowa         | 2020/21            | Ekstraklasa        | 12    | 1      | 3            | 1            | 15    | 2      |
| Raków Częstochowa         | 2021/22            | Ekstraklasa        | 18    | 0      | 2            | 0            | 20    | 0      |
| Raków Częstochowa         | Ogólnie            | Ogólnie            | 30    | 1      | 5            | 1            | 35    | 2      |
| GKS Katowice              | 2022/23            | I liga             | 3     | 0      | 0            | 0            | 3     | 0      |
| Ogólnie w karierze        | Ogólnie w karierze | Ogólnie w karierze | 208   | 45     | 21           | 3            | 229   | 48     |

## Sukcesy

### Klubowe

#### Lechia Gdańsk
- Puchar Polski: 2018/2019

#### Raków Częstochowa
- Wicemistrzostwo Polskiː 2020/2021, 2021/2022
- Puchar Polski: 2020/2021, 2021/2022
- Superpuchar Polski: 2021